# Modulation d'impulsions en amplitude

Principe du PAM : (1) signal original, (2) signal PAM, (a) amplitude du signal, (b) temps

La modulation d'impulsions en amplitude (PAM, pour l'anglais pulse-amplitude modulation) est une forme de modulation du signal dans laquelle l'information est codée selon l'amplitude d'une série d'impulsions de signal. C'est un schéma de modulation d'impulsions analogiques dans lequel les amplitudes d'un train d'impulsions de porteuse sont modifiées en fonction de la valeur d'échantillon du signal de message. La démodulation est effectuée en détectant le niveau d'amplitude de la porteuse à chaque période.

## Types
Il existe deux types de modulation d'impulsions en amplitude :
- PAM à polarité unique : dans ce cas, une polarisation continue fixe appropriée est ajoutée au signal afin de garantir que toutes les impulsions sont positives ;
- PAM à double polarité : les impulsions sont à la fois positives et négatives.

La modulation d'impulsions en amplitude est largement utilisée pour moduler la transmission de signaux de données numériques, les applications hors bande de base ayant été largement remplacées par la modulation d'impulsions codées (PCM) et, plus récemment, par la modulation d'impulsions en position (PPM).
En particulier, tous les modems téléphoniques d'une vitesse supérieure à 300 bit/s utilisent la modulation d'amplitude en quadrature (QAM). Cette modulation QAM utilise une constellation à deux dimensions.
Le nombre d'amplitudes d'impulsion possibles dans une modulation PAM analogique est théoriquement infini. La modulation PAM digitale réduit le nombre d'amplitudes d'impulsions à une puissance de deux. Par exemple, dans une modulation PAM à 4 niveaux, il y a {\displaystyle 2^{2}} amplitudes d'impulsion discrètes possibles; pour une modulation PAM à 8 niveaux, il y a {\displaystyle 2^{3}} amplitudes d'impulsion discrètes possibles; et pour une modulation PAM à 16 niveaux, il y a {\displaystyle 2^{4}} amplitudes d'impulsion discrètes possibles.

## Usages

### Ethernet
Certaines versions de la norme de communication Ethernet constituent un exemple d'utilisation de PAM. En particulier, les normes 100BASE-T4 et BroadR-Reach (en) utilisent une modulation PAM à trois niveaux (PAM-3), le Gigabit Ethernet 1000BASE-T utilise une modulation PAM-5 à cinq niveaux et le 10 Gigabit Ethernet 10GBASE-T utilise une version Tomlinson-Harashima Precoded (THP) de la modulation d'impulsions en amplitude à 16 niveaux discrets (PAM-16), codée selon un schéma en damier bidimensionnel appelé DSQ128. 25 Gigabit Ethernet (en) et certaines variantes cuivre 100 Gigabit Ethernet et 200 Gigabit Ethernet utilisent la modulation PAM-4.

### USB
L'USB4 Version 2.0 utilise la modulation PAM-3 pour l'USB4 80 Gbps (USB4 Gen 4×2) et l'USB4 120 Gbps (USB4 Gen 4 Asymmetric) transmettant 3 bits en 2 cycles d'horloge. Thunderbolt 5 est prévu pour la même conception matérielle.

### GDDR6X
La mémoire GDDR6X, développée par Micron et Nvidia est utilisée pour la première fois dans les cartes graphiques Nvidia RTX 3080 et 3090 et utilise le codage PAM-4 pour transmettre 2 bits par cycle d'horloge sans avoir à utiliser des fréquences plus élevées ou deux canaux avec les émetteurs et récepteurs associés, ce qui peut accroître la consommation de puissance et de place ainsi que le coût. Des fréquences plus élevées nécessitent une plus grande bande passante, ce qui devient un problème significatif au-delà de 28 GHz lorsqu'on essaie de transmettre sur des conducteurs en cuivre. Le codage PAM-4 est plus coûteux à implémenter que le codage plus ancien NRZ (Non Return to Zero, PAM-2), en partie parce qu'il utilise plus de place sur les circuits intégrés et qu'il est plus sujet à des problèmes de SNR (rapport signal sur bruit),.

### GDDR7
La mémoire GDDR7 utilisera le codage PAM-3 pour atteindre des débits de 36 Gbps/broche. Le plus haut débit de transmission de données par cycle comparé au codage NRZ/PAM-2 utilisé dans les GDDR6 et les générations précédentes améliore l'efficacité énergétique et l'intégrité du signal.

### PCI Express
PCI Express 6.0 a introduit l'usage de PAM-4.

### Photobiologie
Le concept est également utilisé pour l'étude de la photosynthèse à l' aide d'un instrument spécialisé impliquant une mesure spectrofluorométrique de la cinétique d'élévation et de décroissance de la fluorescence dans l'antenne collectrice de lumière des membranes thylacoïdiennes, interrogeant ainsi divers aspects de l'état des photosystèmes sous différentes conditions environnementales.

### Pilotes électroniques pour l'éclairage LED
La modulation d'amplitude d'impulsion a également été développée pour le contrôle des diodes électroluminescentes (DEL), en particulier pour les applications d'éclairage. Les drivers de LED basés sur la technique PAM offrent une efficacité énergétique améliorée par rapport aux systèmes basés sur d’autres techniques de modulation de driver courantes telles que la modulation de largeur d’impulsion (PWM), le courant direct traversant une LED étant relatif à l’intensité de la sortie lumineuse, l'efficacité de la LED augmente lorsque le courant direct est réduit.
Les drivers de LED à modulation d'amplitude d'impulsion sont capables de synchroniser des impulsions sur plusieurs canaux de LED pour permettre une correspondance parfaite des couleurs. En raison de la nature inhérente de la modulation PAM associée à la vitesse de commutation rapide des LED, il est possible d'utiliser l'éclairage à LED comme moyen de transmission de données sans fil à haute vitesse.

### Télévision numérique
Les normes du Comité nord-américain sur les systèmes de télévision avancés pour la télévision numérique utilisent une forme de modulation PAM pour diffuser les données constituant le signal de télévision. Ce système, appelé 8VSB (en), est basé sur une modulation PAM à huit niveaux. Il utilise un traitement supplémentaire pour supprimer une bande latérale et ainsi utiliser plus efficacement une bande passante limitée. En utilisant un seul canal de 6 MHz, tel que défini dans la précédente norme analogique NTSC, 8VSB est capable de transmettre 32 Mbit/s. Après avoir pris en compte les codes de correction d'erreur et autres surcharges liées au protocole, le débit de données utiles dans le signal est de 19,39 Mbit/s.